# 施賴施泰因山
47°38′32″N 11°48′44″E / 47.64231°N 11.81211°E

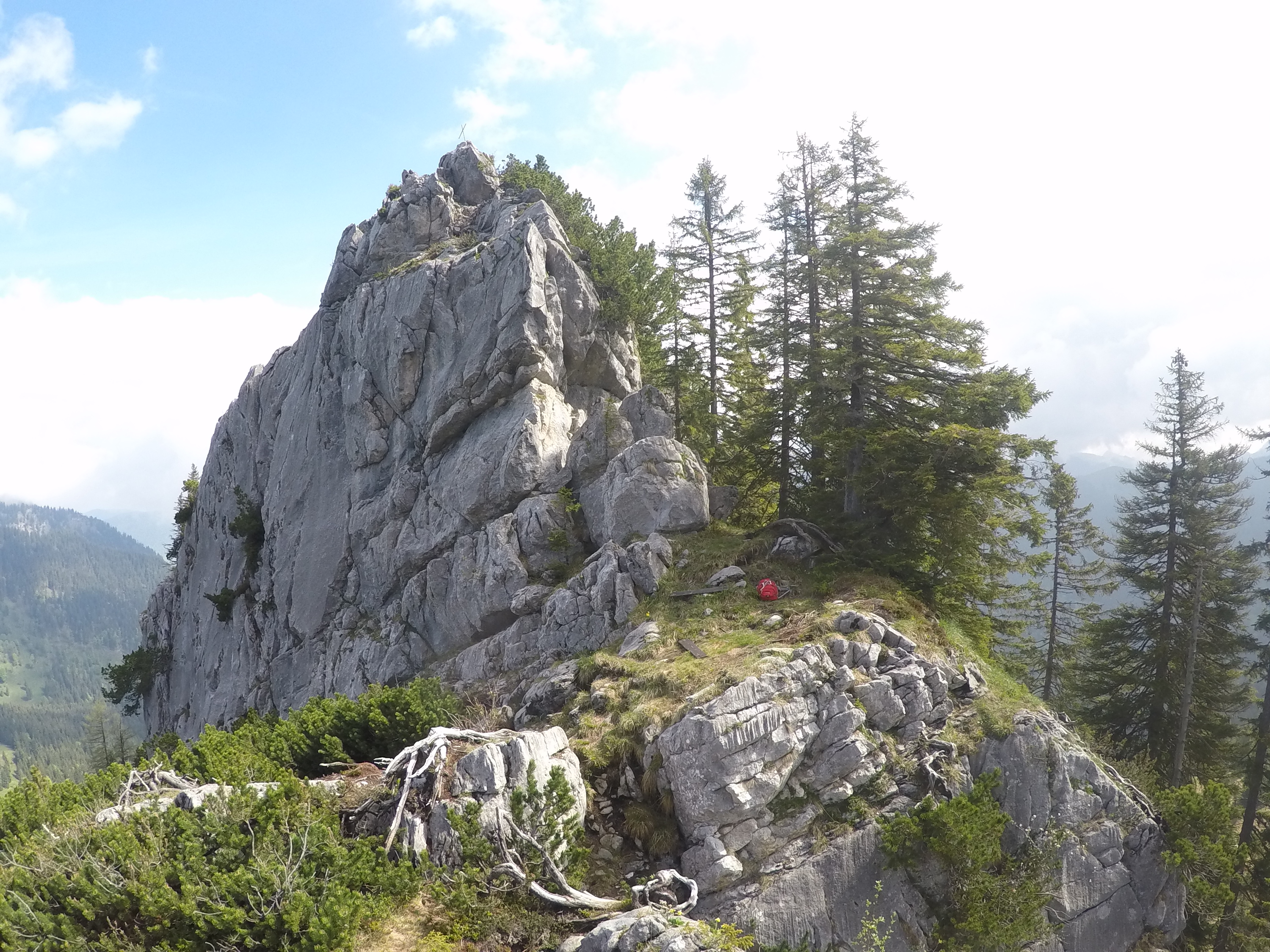

施賴施泰因山（德語：Schreistein），是德國的山峰，位於該國東南部，由巴伐利亞負責管轄，屬於巴伐利亞前阿爾卑斯山脈的一部分，處於里瑟科格爾山東北面，海拔高度1,594米。